# Science Hill, Kentucky
Science Hill är en ort i Pulaski County i delstaten Kentucky, USA.